# Permacultură

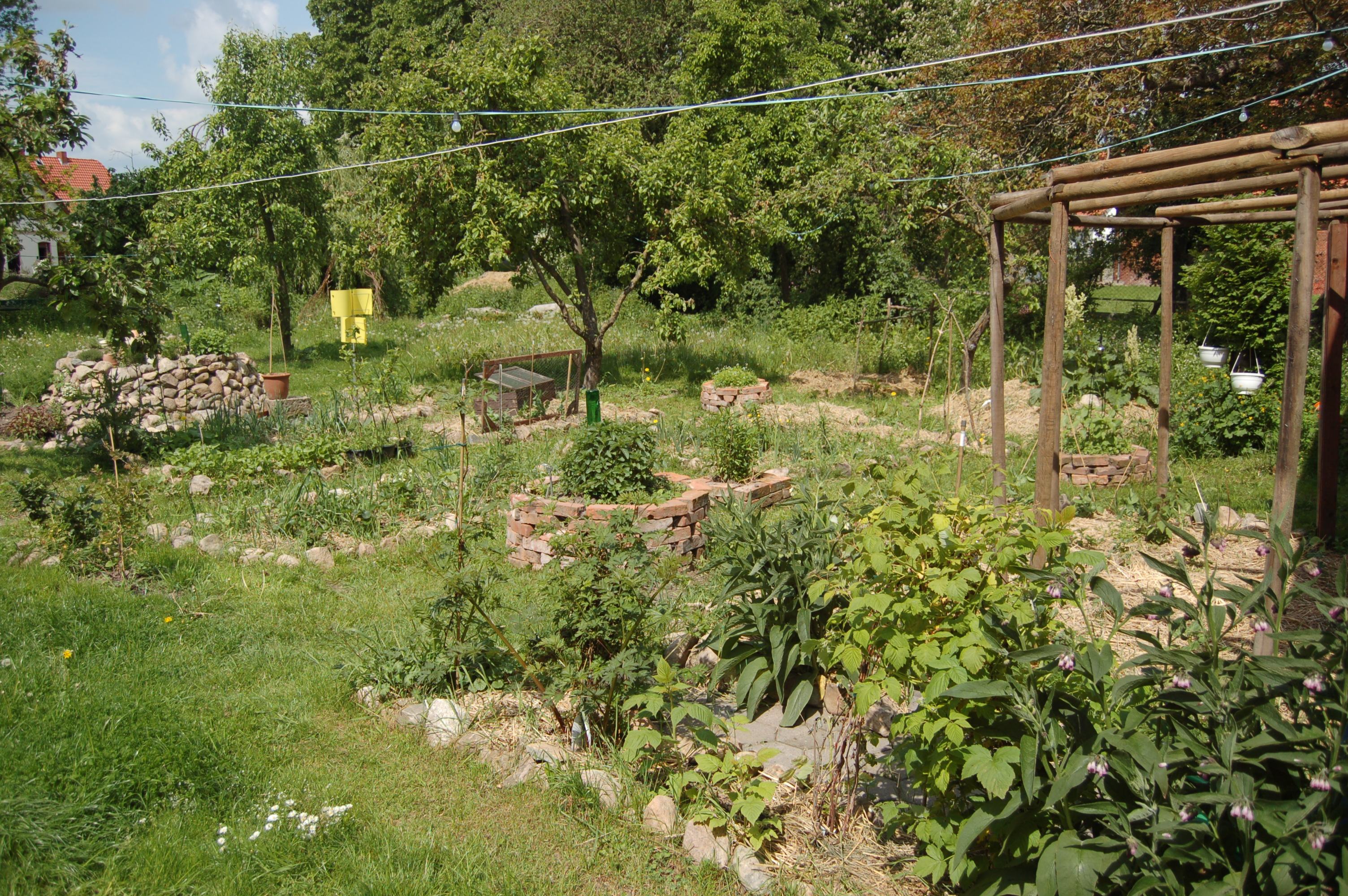
Grădină cultivată pe principiile permaculturii

Permacultura este o modalitate de proiectare și design a așezărilor umane și sistemelor agricole perene, bazată pe imitarea relațiilor ce există în ecosistemele naturale. Majoritatea populațiilor native au practicat anumite forme de permacultură înainte de popularea continentului Europa.
Noțiunea de permacultură înseamnă cultură (agricolă) permanentă. Agricultorul austriac Sepp Holzer a fost primul, în anii 1960, care a practicat permacultura, ca metodă sistematică. În anii 1970, ideile sale au fost preluate și dezvoltate pe baze științifice de australienii Bill Mollison, David Holmgren și asociații lor, care le-au popularizat într-o serie de publicații.
În cartea lor Permaculture One (1978) Bill Mollison și David Holmgren a trasat și cele trei direcții etice ale permaculturii:
- Grija pentru Pământ: să ne îngrijim ca sistemele vii să poată supraviețui în continuare și să prolifereze;
- Grija pentru omenire: să ne îngrijim ca oamenii să poată avea acces la toate resursele ce le sunt necesare pentru a trăi;
- Repartizarea etică și limitarea consumării resurselor: stabilind limite pentru nevoile noastre putem obține resurse cu care să sprijinim cele două direcții anterioare. Surplusul îl vom împărți cu alții.

Permacultura se ocupă cu proiectarea mediului, astfel încât acesta să se autosusțină, pe principii ecologice și biologice, folosind de multe ori modele care apar în natură. Scopul este optimizarea efectului și minimizarea muncii. Scopul permaculturii este să creeze sisteme stabile, productive, care să răspundă nevoilor umane și să integreze armonios mediul cu locuitorii săi. Pentru a-și atinge scopul, permacultura ia în considerare procesele ecologice ale plantelor și animalelor, ciclurile lor de hrănire, factorii climaterici și ciclurile meteorologice.

## Figuri ale permaculturii
- Bill Mollison
- David Holmgren
- Geoff Lawton
- Sepp Holzer

## Pe Glob
Convergența Internațională de Permacultură (în 2017 realizată în India)
Rețeaua Globală de Permacultură

## În Europa
Rețeaua Europeană de Permacultură - EUPN
Convergența Europeană de Permacultură - EuPC Arhivat în 2 august 2018, la Wayback Machine.

## În România
Organizatii
- Institutul de Cercetare în Permacultura din România Arhivat în 2 august 2018, la Wayback Machine.
- Asociația Română de Permacultură

Proiecte
- Ermitaj Malin
- Aurora Garden - Permaculture 900
- Gradinescu
- Baza Ulmu
- Permacultura pentru Copii Arhivat în 2 august 2018, la Wayback Machine.
- Grădina din Curtea Școlii
- Grădina din Gura Siriului